# Pedro Cevallos
Pour les articles homonymes, voir Cevallos.
Pedro Cevallos (1759-1838) était un homme d'État et diplomate espagnol qui servit comme secrétaire d'État (équivalent de Premier ministre) entre 1799 et 1808, même si Manuel Godoy, le favori du roi d'Espagne, eut une grande influence sur les affaires politiques.

## Biographie
Cevallos naquit à Cantabria en 1759. Il fit ses études dans différentes écoles et couvents en 1777 avant d'étudier le droit à l'université de Valladolid. Il se révéla un excellent élève et exerça comme professeur entre 1781 et 1790.

### Carrière diplomatique et politique
En 1790, Cevallos fit un passage par la diplomatie et servit comme premier secrétaire à l'ambassade d'Espagne à Lisbonne entre 1793 et 1795. Il retourna par la suite en Espagne où il travailla pour le ministère des Finances.

#### Premier ministre
En 1799, le roi d'Espagne Charles IV d'Espagne le nomma secrétaire d'État, c'est-à-dire Premier ministre de facto, bien que Cevallos n'avait pas la puissance et la discrétion de bon nombre de ses prédécesseurs. En effet, il fut contraint de partager le pouvoir avec l'ambitieux Manuel Godoy, lui-même ancien secrétaire d'État, qui ne tint pas de rôle officiel mais exerça en réalité un énorme pouvoir.

#### Invasion française
L'Espagne était dans une situation précaire depuis le début des guerres napoléoniennes, qui empira au début de l'année 1808. L'Espagne et la France avaient décidé de lancer une invasion contre leur ennemi mutuel, le Portugal, mais la France avait prévu de trahir ses alliés espagnols et de conquérir aussi l'Espagne. Quand cela vint aux oreilles de l'élite espagnole, cette dernière pressa le roi d'abdiquer. Son fils Ferdinand, qui devait le remplacer sur le trône, décida de rencontrer Napoléon dans les Pyrénées pour tenter de négocier une cessation des hostilités, mais il fut emprisonné par les Français.
Cevallos présenta sa démission et prit la fuite pour se réfugier à Londres jusqu'à la fin de la guerre. Une fois de retour de Madrid en 1814, il prit brièvement la tête du nouveau gouvernement, avant de prendre sa retraite. Il mourut en 1838. 